# Stereaceae
Famille

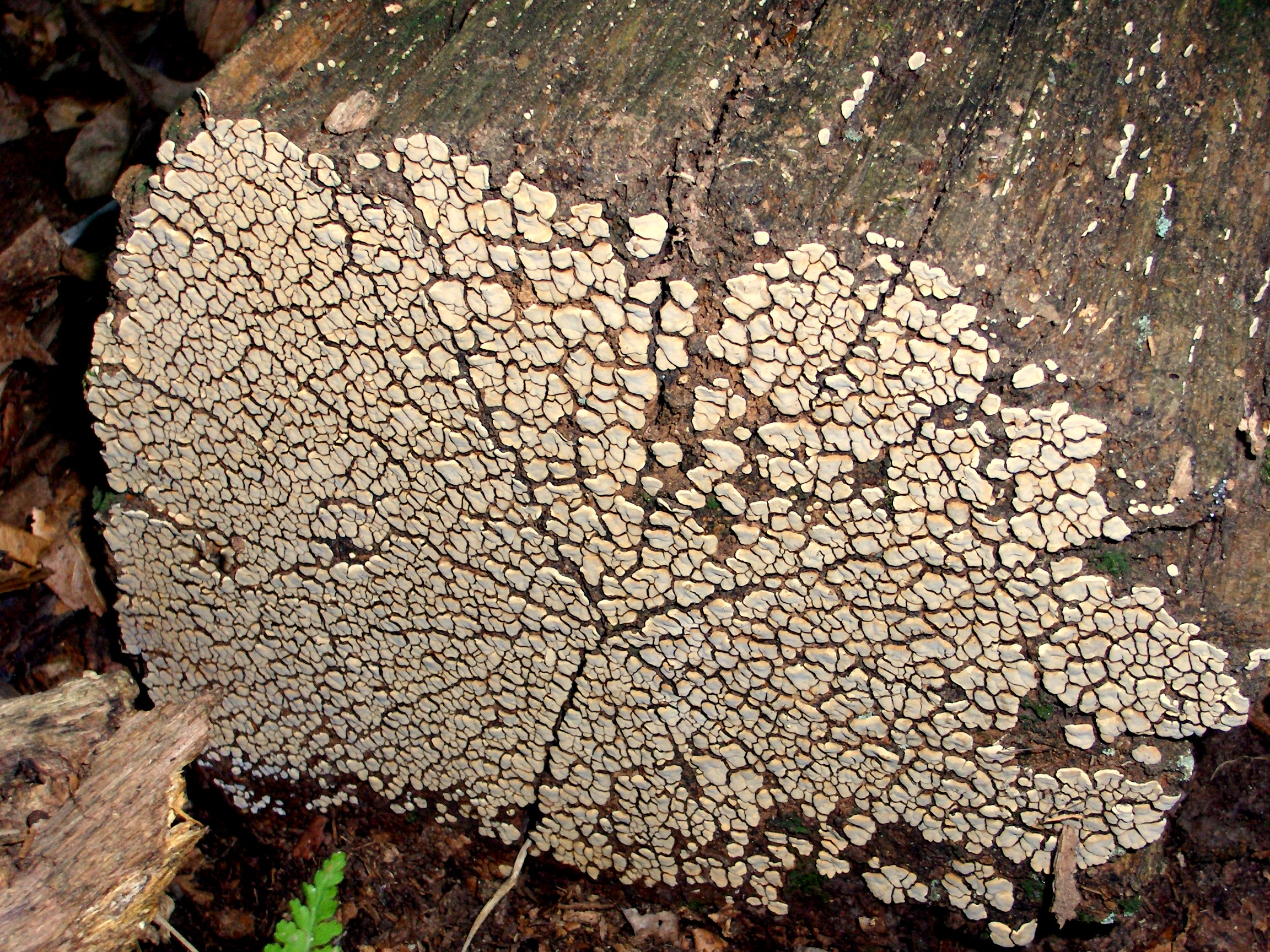
Xylobolus frustulatus, champignon céramique

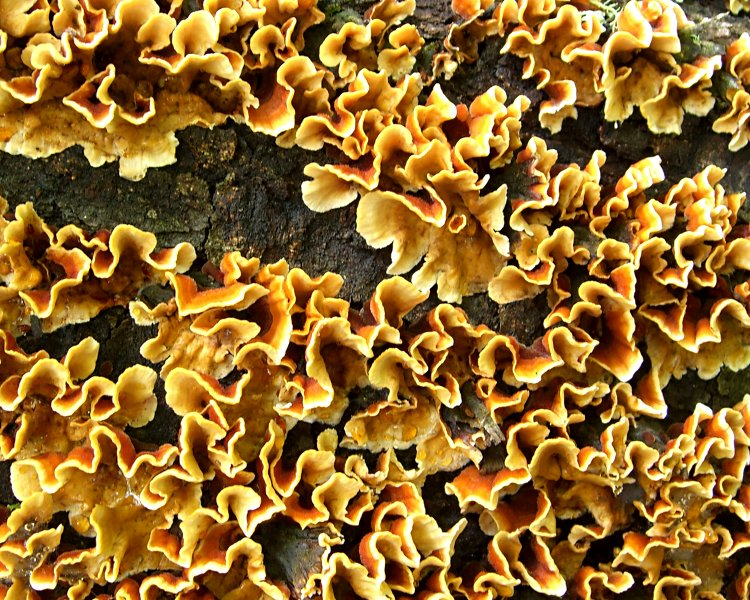
Stereum complicatum, Appalaches

Les Stereaceae sont une famille de champignons, appartenant à l'ordre des Russulales.
Ce sont des champignons résupinés poussant sur des arbres ou des feuilles en décomposition.

## Classification phylogénique

### Principaux clades proches des Stereaceae
- Agaricomycetes
  - Phallomycetidae
  - Clade des Russulales
    - Clade des Stereaceae
    - Clade des Russulaceae
      - Lactarius

  - Agaricomycetidae
    - Clade des Boletales
    - Clade des Agaricales

### Phylogramme des Stereaceae
Principaux clades et genres des Stereaceae
- Agaricomycetes
  - Phallomycetidae
  - Clade des Russulales
    - Clade des Stereaceae
      - Aleurodiscus
        - Gloeocystidiopsis
          - Gloeocystidiellum
            - Xylobollus
            - Stereum
            - Megalocystidium
            - Conferticium
              - Gloeomyces
                - Aleurobotrys

    - Clade des Russulaceae

  - Agaricomycetidae

## Liste des genres linnéens desStereaceae
D'après la 10e édition du Dictionary of the Fungi (2007) :
- Acanthobasidium Oberw. 1966
- Acanthofungus Sheng H. Wu, Boidin & C.Y. Chien 2000
- Acanthophysellum Parmasto 1967
- Acanthophysium (Pilát) G. Cunn. 1963
- Aleurobotrys Boidin 1986
- Aleurocystis Lloyd ex G. Cunn. 1956
- Aleurodiscus Rabenh. ex J. Schröt. 1888
- Aleuromyces Boidin & Gilles 2002
- Amylohyphus Ryvarden 1978
- Amylosporomyces S.S. Rattan 1977
- Chaetoderma Parmasto 1968
- Conferticium Hallenb. 1980
- Coniophorafomes Rick 1934
- Dextrinocystidium Sheng H. Wu 1996
- Gloeocystidiellum Donk 1931
- Gloeodontia Boidin 1966
- Gloeomyces Sheng H. Wu 1996
- Matula Massee 1888
- Megalocystidium Jülich 1978
- Scotoderma Jülich 1974
- Stereum Hill ex Pers. 1794
- Xylobolus P. Karst. 1881